# Saison 2014-2015 de l'En avant de Guingamp
Maillots
Chronologie
Saison précédente Saison suivante
 (mai 2025).
Si vous disposez d'ouvrages ou d'articles de référence ou si vous connaissez des sites web de qualité traitant du thème abordé ici, merci de compléter l'article en donnant les références utiles à sa vérifiabilité et en les liant à la section « Notes et références ».
La saison 2014-2015 de l'En avant de Guingamp, club de football français, voit le club évoluer en Ligue 1 pour la 9e fois de son histoire. Elle débute par la reprise de l'entraînement le 30 juin 2014. Le club est engagé dans quatre compétitions, et commence ses matches de compétition officielle le 9 août 2014 avec la première journée de Ligue 1, face à l'AS Saint-Étienne. Le club est aussi engagé en Coupe de France, en Coupe de la Ligue, et en Ligue Europa au titre de sa victoire en Coupe de France.

## Transferts
| Mercato d’été            |               |                     |                         |                    |
| Nom                      | Nationalité   | Transfert           | Provenance/Destination  | Division           |
| Arrivées                 |               |                     |                         |                    |
| Jules-Antoine Bègue      | France        | Premier contrat pro | EA Guingamp B           | CFA2               |
| Lars Jacobsen            | Danemark      | Fin de contrat      | FC Copenhague           | Superligaen        |
| Jonas Lössl              | Danemark      | 0.5 M€              | FC Midtjylland          | Superligaen        |
| Maxime Baca              | France        | Fin de contrat      | FC Lorient              | Ligue 1            |
| Ronnie Schwartz          | Danemark      | 1.75 M€             | Randers FC              | Superligaen        |
| Julien Cardy             | France        | Fin de contrat      | AC Arles-Avignon        | Ligue 2            |
| Benjamin Brou Angoua     | Côte d'Ivoire | Fin de contrat      | Valenciennes FC         | Ligue 1            |
| Sylvain Marveaux         | France        | Prêt                | Newcastle United        | Premier League     |
| Jérémy Pied              | France        | Prêt                | OGC Nice                | Ligue 1            |
| Sambou Yatabaré          | Mali          | Prêt                | Olympiakos              | Superleague        |
| Départs                  |               |                     |                         |                    |
| Guy Roland Ndy Assembe   | Cameroun      | Retour de prêt      | AS Nancy-Lorraine       | Ligue 2            |
| Fatih Atik               | France        | Fin de contrat      | Trabzonspor             | Süper Lig          |
| Jonathan Martins Pereira | France        | Fin de contrat      | ES Troyes AC            | Ligue 2            |
| Steeven Langil           | France        | Libéré              | Royal Mouscron-Peruwelz | Jupiler Pro League |
| Thierry Argelier         | France        | Fin de contrat      | Le Poiré-sur-Vie        | National           |
| Arthur Delalande         | France        | Fin de contrat      | US Saint-Malo           | CFA                |
| Paul Babiloni            | France        | Fin de contrat      | AC Ajaccio              | Ligue 2            |
| Mathéus Coradini Vivian  | Brésil        | Fin de contrat      | FC Sochaux              | Ligue 2            |
| Vital N'Simba            | Angola        | Prêt                | Luçon VF                | National           |
| Tiécoro Keita            | Mali          | Libéré              | Paris FC                | National           |
| Julien Bègue             | France        | Prêt                | US Boulogne             | National           |
| Mana Dembélé             | Mali          | Prêt                | AS Nancy-Lorraine       | Ligue 2            |
| Grégory Cerdan           | France        | Libéré              | Le Mans FC              | CFA 2              |
| Mustapha Yatabaré        | Mali          | 2.5 M€              | Trabzonspor             | Süper Lig          |

| Mercato d’hiver |             |           |                        |          |
| Nom             | Nationalité | Transfert | Provenance/Destination | Division |
| Arrivées        |             |           |                        |          |
| Yannis Salibur  | France      | Transfert | Clermont Foot          | Ligue 2  |
| Départs         |             |           |                        |          |

## Saison

### Matchs amicaux
L'En avant de Guingamp reprend le chemin de l'entraînement le lundi 30 juin 2014. Ils effectuent un stage de préparation du 4 juillet au 12 juillet au Crouesty, dans le Morbihan, avant une série de 4 matchs de préparation.

### Trophée des champions
Le Trophée des champions 2014 est la 19e édition du Trophée des champions, compétition ne comptant qu'un seul match et organisée par la Ligue de football professionnel (LFP) depuis 1995, qui oppose le champion de France au vainqueur de la Coupe de France. Depuis 2009, la LFP a décidé d'expatrier à l'étranger cette compétition, après le Gabon en 2013, la compétition a lieu cette saison au Stade des ouvriers à Pékin en Chine.
La rencontre oppose donc le Paris Saint-Germain, champion de France 2013-2014, à l'En avant de Guingamp, vainqueur de la Coupe de France 2013-2014. Les règles du match sont les suivantes : la durée de la rencontre est de 90 minutes puis en cas de match nul, une séance de tirs au but est réalisée pour départager les équipes. Trois remplacements sont autorisés pour chaque équipe.

### Ligue 1
La Ligue 1 2014-2015 est la soixante-seizième édition du championnat de France de football et la douzième sous l'appellation « Ligue 1 ». La division oppose vingt clubs en une série de trente-huit rencontres. Les meilleurs de ce championnat se qualifient pour les coupes d'Europe que sont la Ligue des champions (le podium) et la Ligue Europa (le quatrième et les vainqueurs des coupes nationales). L'En avant de Guingamp participe à cette compétition pour la neuvième fois de son histoire.
Les relégués de la saison précédente, l'AC Ajaccio, Valenciennes et le FC Sochaux, sont remplacés par le FC Metz, champion de Ligue 2 en 2013-2014 après six ans d'absence, le RC Lens, 3 ans après sa dernière participation au plus haut niveau national, et le SM Caen, relégué en Ligue 2 lors de la saison 2011-2012.

### Coupe de France
La coupe de France 2014-2015 est la 97e édition de la coupe de France, une compétition à élimination directe mettant aux prises tous les clubs de football amateurs et professionnels à travers la France métropolitaine et les DOM-TOM. Elle est organisée par la FFF et ses ligues régionales. L'En avant de Guingamp entre en lice en 32e de finale, au début de l'année 2015.

### Coupe de la Ligue
La Coupe de la Ligue 2014-2015 est la 21e édition de la Coupe de la Ligue, compétition à élimination directe organisée par la Ligue de football professionnel (LFP) depuis 1994, qui rassemble uniquement les clubs professionnels de Ligue 1, Ligue 2 et National. Grâce à sa participation à la Ligue Europa, l'En avant de Guingamp fait son entrée en lice en 8e de finale.

### Ligue Europa
La Ligue Europa 2014-2015 est la quarante-quatrième édition de la Ligue Europa. Elle est divisée en deux phases, une phase de groupes, qui consiste en douze mini-championnats de quatre équipes par groupe, les deux premiers poursuivant la compétition. Puis une phase finale, décomposée en seizièmes de finale, huitièmes de finale, quarts de finale, demi-finales et une finale qui se joue sur terrain neutre. En cas d'égalité lors de la phase finale, la règle des buts marqués à l'extérieur s'applique puis le match retour est augmenté d'une prolongation et d'une séance de tirs au but s'il le faut. Les équipes sont qualifiées en fonction de leurs bons résultats en championnat lors de la saison précédente et le tenant du titre est le Séville FC, formation espagnole vainqueur du Benfica Lisbonne 4-2 aux tirs au but au Juventus Stadium de Turin.

#### Phase de poules
En gagnant la Coupe de France en 2014, l'En avant de Guingamp commence son parcours directement en phase de poule. Ils affronteront la Fiorentina, le PAOK Salonique et le Dynamo Minsk.

### Groupe K
| Rang | Équipe         | Pts | J | G | N | P | Bp | Bc | Diff |  | Résultats (▼ dom., ► ext.) |     |     |     |     |
| ---- | -------------- | --- | - | - | - | - | -- | -- | ---- |  | -------------------------- | --- | --- | --- | --- |
| 1    | Fiorentina     | 13  | 6 | 4 | 1 | 1 | 11 | 4  | +7   |  | Fiorentina                 |     | 3-0 | 1-1 | 1-2 |
| 2    | EA Guingamp    | 10  | 6 | 3 | 1 | 2 | 7  | 6  | +1   |  | EA Guingamp                | 1-2 |     | 2-0 | 2-0 |
| 3    | PAOK Salonique | 7   | 6 | 2 | 1 | 3 | 10 | 7  | +3   |  | PAOK Salonique             | 0-1 | 1-2 |     | 6-1 |
| 4    | Dynamo Minsk   | 4   | 6 | 1 | 1 | 4 | 3  | 14 | -11  |  | Dynamo Minsk               | 0-3 | 0-0 | 0-2 |     |

### Statistiques
| Compétition           | Débute au tour   | Termine   | Matches joués | Gagnés | Nuls | Perdus | Buts pour | Buts contre | Différence |
| --------------------- | ---------------- | --------- | ------------- | ------ | ---- | ------ | --------- | ----------- | ---------- |
| Trophée des champions | -                | Finaliste | 1             | 0      | 0    | 1      | 0         | 2           | -2         |
| Ligue 1               | -                | -         | 10            | 3      | 0    | 7      | 6         | 14          | -8         |
| Coupe de France       | 32e de finale    | -         | -             | -      | -    | -      | -         | -           | -          |
| Coupe de la Ligue     | 8e de finale     | -         | -             | -      | -    | -      | -         | -           | -          |
| Ligue Europa          | Phase de groupes | -         | 2             | 1      | 0    | 1      | 2         | 3           | -1         |
| Total                 | -                | -         | 13            | 4      | 0    | 9      | 8         | 19          | -11        |

## Aspects juridiques et économiques

### Structure juridique et organigramme
- Président de la SASP : Bertrand Desplat
- Vice-président de la SASP : Frédéric Legrand
- Président de l'association : Jean-Paul Briand
- Directeur de l’Association : Frédéric Legrand
- Directeur Administratif et Financier : Laurent Defains
- Responsable Administratif Equipe A : Aimé Dagorn
- Secrétariat SASP : Renée Toudic
- Secrétariat Association : Sylvie Le Buan
- Comptables : Laurence Bregüe et Marie-Laure Corbel
- Directeur Commercial : Bernard Cartier
- Responsable commercial : Franck Gérard
- Responsable Relations Extérieures : Jean-Charles Rosé
- Responsable Billetterie : Anne Person
- Responsable Boutique : Brigitte Pailloux
- Responsables Equipements Section Pro : Jean-Guy Donnart
- Responsable communication : Christophe Gautier
- Directeur de la Sécurité : Jean-Michel Le Houérou
- Responsable des arbitres : Jean-François Antoine

### Éléments comptables
- Budget : 29 M€

### Équipementiers et sponsors

#### Équipementier
- Patrick

#### Sponsors
- Breizh Cola
- Celtarmor
- Geodis Calberson
- Mère Lalie
- Celtigel
- Cré'actuel
- Système U
- Crédit mutuel de Bretagne

### Couverture médiatique

#### Télévisions
- beIN Sport
- Canal+
- Onzéo
- France 3 Bretagne (résumé vidéo)

#### Radios
- Variation FM
- Radio Bonheur

#### Internet
- Dailymotion

## Autres équipes

### Équipe réserve
| Nom               | Poste          | Naissance        | Nationalité |
| ----------------- | -------------- | ---------------- | ----------- |
| Ali Yirango       | Gardien de but | 4 janvier 1994   | Mali        |
| Malo Rolland      | Gardien de but | 8 mars 1996      | France      |
| Roman Laspalles   | Défenseur      | 2 novembre 1996  | France      |
| Fabien Garcia     | Défenseur      | 14 juillet 1994  | France      |
| Emeric Drillet    | Défenseur      | 31 janvier 1995  | France      |
| Clement Moy       | Défenseur      | 1er janvier 1996 | France      |
| Damien Guevel     | Défenseur      | 27 juin 1996     | France      |
| Ludovic Blas      | Milieu         | 31 décembre 1997 | France      |
| Alexis Mané       | Milieu         | 30 avril 1997    | France      |
| Franck Héry       | Milieu         | 26 avril 1993    | France      |
| Yoann Le Méhauté  | Milieu         | 3 janvier 1995   | France      |
| Steeven Harrison  | Milieu         | 13 décembre 1992 | France      |
| Marcus Coco       | Milieu         | 24 juin 1996     | France      |
| Karim Achahbar    | Attaquant      | 3 janvier 1996   | France      |
| Radwane El-Jeld   | Attaquant      | 24 décembre 1994 | France      |
| Sullivan Martinet | Attaquant      | 1er juillet 1996 | France      |
| Coco Michel       | Entraîneur     | 24 avril 1971    | France      |